# Клей
Клей — вещество, многокомпонентные композиции на основе органических или неорганических составляющих, способные соединять (склеивать) различные материалы. Склеивание обусловлено образованием прочной адгезионной связи между прослойкой клея и материалами соединяемых поверхностей или появлением новых межмолекулярных связей. На прочность клеевого шва влияют также когезия или прочность самого клея, аутогезия — соединение при контакте однородных материалов.

## Теории склеивания
Существуют следующие теории склеивания материалов:
- механическая теория — клей проникает в поры материалов и, удерживаясь в них, обеспечивает склеивание;
- абсорбционная теория — силы склеивания имеют химическую и межмолекулярную природу, при этом основную роль играет смачивание и полярность клея;
- диффузионная теория — при склеивании происходит взаимная диффузия клея и основного материала;
- химическая теория — основную роль играет химическое взаимодействие адгезива и субстрата.

Часть учёных считает, что при склеивании оказывают роль все описанные факторы.

## Склеиваемые материалы
Склеиванию поддаются многие твёрдые материалы — в частности, древесина, кожа, бумага, ткань, стекло, керамика, металлы, пластмасса, резина. Хуже поддаётся склеиванию ПВХ (зависит от наполнителей), ещё хуже полиэтиленовая продукция, а фторопласт и силиконы уже практически не поддаются промышленной склейке; при этом в быту и творчестве пробуют клеить и их.

## Классификация клеёв

### По типу склеивания
- высыхающие клеи (силикатный клей, казеин, столярный клей, клей ПВА, крахмальный клейстер, наирит, 88-НТ …)
- не высыхающие адгезивы (например, на основе канифоли), клеи-расплавы
- связки на основе полимеризующихся композиций — неорганические, например алюмофосфатные связки (АФС) и органические, полимеризующиеся композиции (циакрин, эпоксидная смола)

Некоторые клеи, например клей БФ, относятся одновременно и к категории высыхающих, и полимеризующихся композиций.

### По составу
- неорганические (растворы, расплавы, а также припои, в частности — полимерные композиции типа «клей-припой»)
- органические (растворы, расплавы, полимеризующиеся)

Основой органического клея служат главным образом синтетическое олигомеры и полимеры (например, фенол-формальдегидные, эпоксидные, полиэфирные смолы, полиамиды, полиимиды, полиуретаны, кремнийорганические полимеры, каучуки и др.), образующие клеевую плёнку в результате затвердевания при охлаждении (термопластичные клеи), отверждения (термореактивные клеи) или вулканизации (резиновые клеи); этим процессам иногда предшествует улетучивание растворителя.
Органические клеи дополнительно подразделяются на природные и синтетические. Клеи из природных полимеров (коллагена, альбумина, крахмала) отличаются невысокой устойчивостью к действию воды и микроорганизмов. Для органических клеёв из синтетических полимеров характерны высокая прочность склеивания и стойкость в различных средах.
К неорганическим клеям относят алюмофосфатные, керамические (основа — оксиды магния, алюминия, кремния, щёлочных металлов), силикатные (основа — калиевое или натриевое жидкое стекло), металлические (основа — жидкий металл, например ртуть).
По физическому состоянию клеи могут быть жидкими (растворы, эмульсии, суспензии) или твёрдыми (плёнки, прутки, гранулы, порошки); последние используются в виде расплава или наносят на нагретые поверхности.

### По способу нанесения
- Кисть.
- Аэрозоль. Используя распылитель.
- Диспенсор. Баночки клея с дозатором.
- Валик. Трафарет, Шелкография.
- С основой. Клейкая лента.
- Без основы. Двухсторонняя лента, после снятия защитной ленты остаётся клей.

### По назначению
- токопроводящие низкоомные, на основе серебра — контактолы
- токопроводящие высокоомные с порошком графита
- оптические — для склеивания оптических деталей, преимущественно изготовленных из стекла
- для бытовых нужд
- для кожи
- для древесины
- для металлов
- для керамики
- для резины
- канцелярские
- универсальные
- строительные (монтажные)

#### Клеи для бытовых нужд
В быту клеи используются для приклеивания обоев, плинтусов, бумаги, кожи, разбитых предметов из стекла, керамики. Для этих целей применяют клеи ПВА, эпоксидный клей, столярный и др.

#### Клеи вмедицине
Способность некоторых клеёв образовывать эластичные плёнки, обладающие свойствами полупроницаемых мембран, используются для обработки небольших ран, позволяя отказаться от наложения повязки. Первым подобным составом, применявшимся с середины XIX века, стал коллодий. В 1950-е годы Л. Г. Школьников предложил использовать для тех же целей клей БФ-6.
В настоящее время создан синтетический аналог клейких выделений червя Phragmatopoma californica. Ожидается, что уже через 5-10 лет этот клей можно будет использовать для соединения сломанных человеческих костей (по состоянию на 2008 год).

#### Клеи вавтомобильной промышленности
Для закрепления логотипа на радиаторной решётке и капоте автомобиля, склеивания рамы, закрепления лобового и других стёкол, устранение проколов в колёсах, заполнение пустот и герметизации салона.

#### Клеи в космической промышленности
В космической промышленности клеи используются для изготовления новых материалов, работающих в условиях космоса, соединения разнородных материалов, устранения пробоин от космического мусора в обитаемых космических аппаратах.